# Доссена, Андреа
Андре́а Доссе́на (итал. Andrea Dossena; род. 11 сентября 1981[…], Лоди, Ломбардия) — итальянский футболист, игравший на позиции левого защитника; тренер. С 2007 по 2009 год выступал за национальную сборную Италии. С 21 июня 2024 года — главный тренер клуба СПАЛ.

## Карьера

### Начало карьеры
Начинал свою карьеру в клубе «Верона», с которым подписал свой первый профессиональный контракт. В команде он провёл 4 полноценных сезона, прежде чем перешёл в «Удинезе». Клуб из Удине сразу же отдал Доссену в аренду на год в «Тревизо», где он довольно регулярно выходил на поле.
Сезон 2006/07 Доссена начал в «Удинезе». Год спустя, в октябре 2007 года, он и ещё трое его одноклубников (Кристиан Сапата, Роман Ерёменко и Симоне Пепе) за хорошую игру были награждены продлением своих контрактов до 2010 года. На это же время приходится и его дебют в сборной Италии. 17 октября 2007 года Андреа провёл свой первый матч за сборную — это был товарищеский поединок против сборной ЮАР.

### Ливерпуль
С конца мая 2008 года в прессе циркулировали слухи, что Доссеной интересуется «Ливерпуль». 4 июля сайт мерсисайдского клуба официально подтвердил, что Андреа подписал контракт с этой командой.
5 июня 2009 года Доссена, первый сезон которого в «Ливерпуле» оказался не самым удачным (в основном составе он проиграл борьбу Фабио Аурелио и даже молодому Эмилиано Инсуа), заявил, что хочет перейти в «Ювентус» и уже обсуждал с Рафаэлем Бенитесом возможность своего возвращения в Италию. Им также интересовался «Наполи», но переход тогда не состоялся. В первой половине сезона Андреа не смог вытеснить из стартового состава Инсуа, виной чему были как травмы итальянца, так и уверенная игра молодого аргентинца. Агенты футболиста подогревали интерес к своему подопечному, рассказывая прессе, что его хотят подписать разные команды. Наконец, в январе 2010 года стало известно, что Доссена переходит в «Наполи». 8 января эта информация была подтверждена обоими клубами официально.

### Палермо
10 января 2013 года был арендован с правом выкупа клубом «Палермо».

### Лейтон Ориент
6 ноября 2014 года Доссена подписал контракт с клубом «Лейтон Ориент» до конца сезона 2014/15.

## Достижения
- Обладатель Кубка Италии: 2012